# Nancy Leveson
Pour les articles homonymes, voir Leveson.
Nancy G. Leveson (née en 1944) est une informaticienne américaine, spécialiste de la sécurité des systèmes (en) et des logiciels et professeure d'aéronautique et d'astronautique au MIT.

## Biographie
Leveson obtient ses diplômes (en informatique, mathématiques et gestion) de l'Université de Californie à Los Angeles (UCLA), dont son doctorat en 1980. Auparavant, elle travaille à l'université de Californie à Irvine et à l'université de Washington en tant que membre du corps professoral. Elle étudie les systèmes critiques pour la sécurité tels que le système d'évitement des collisions de trafic (TCAS) pour éviter les collisions en vol entre avions et les problèmes avec l'appareil de radiothérapie Therac-25.
Leveson est rédactrice en chef de la revue IEEE Transactions on Software Engineering (en). Elle est membre de l'Association for Computing Machinery (ACM), de l'IEEE Computer Society, de la System Safety Society et de l'American Institute of Aeronautics and Astronautics (AIAA) .
Leveson est professeure d'aéronautique et d'astronautique et également professeure de systèmes d'ingénierie au MIT. Leveson mène des recherches sur les thèmes de la sécurité des systèmes, de la sécurité des logiciels, de l'ingénierie des logiciels et des systèmes et de l'interaction homme-machine.
Elle développe les méthodologies STPA (System Theoretic Process Analysis)  et STAMP (System Theoretic Accident Model and Processes), pour l'analyse des accidents.
En 1991, en collaboration avec Maria Klawe, elle fonde CRA-W (en) (le « Comité de la condition féminine dans la recherche informatique ») de la Computing Research Association.

## Prix et distinctions
En 1999, elle reçoit le prix ACM Allen Newell pour ses recherches exceptionnelles en informatique et en 1995 le prix AIAA Information Systems pour « le développement du domaine de la sécurité des logiciels et la promotion de pratiques responsables d'ingénierie logicielle et système où la vie et la propriété sont en jeu ». Elle est élue membre de la National Academy of Engineering (NAE) en 2000 pour ses contributions à la sécurité des logiciels.
Elle publie plus de 200 articles de recherche et est l'auteur de deux livres, « Safeware : System Safety and Computers » publié en 1995 par Addison-Wesley et « Engineering a Safer World » publié en 2012 par MIT Press. Elle est consultante auprès de nombreuses industries sur les moyens de prévenir les accidents. En 2005, elle reçoit le prix de recherche exceptionnelle ACM Sigsoft.
En 2020, elle reçoit la médaille IEEE pour les technologies environnementales et de sécurité (en) pour son développement de STAMP et d'autres outils d'analyse de la sécurité des systèmes et de la modélisation des accidents.

## Publications
- Erik Hollnagel, David D. Woods, Nancy Leveson, Resilience Engineering: Concepts and Precepts . Ashgate Publishing, Ltd., 2007.
- Nancy G. Leveson, Safeware : System Safety and Computers . Addison-Wesley, 1995  (ISBN 0-201-11972-2).
- Nancy G. Leveson, Engineering a Safer World: Systems Thinking Applied to Safety . Presses du MIT, 2011  (ISBN 978-0-262-01662-9). Téléchargements PDF en libre accès des chapitres de livres.